# 담양댐
담양댐(潭陽댐)은 전라남도 담양군 금성면 대성리에 위치한 다목적댐이다.

## 개요
영산강유역농업종합개발 사업의 일환으로 1973년 8월에 착공하여 1976년 9월에 완공되었다. 댐 길이는 306m이며, 높이는 46m로 다른 댐에 비해 길이는 짧으나 높이는 가장 높다.
담양댐 건설로 인해 형성된 담양호의 저수량은 6천 7십만톤이고 만수면적은 4.05km2이며 유역면적은 66km2이다. 전라남도 담양군 담양읍 일대의 상수도 용수공급에도 활용되고 있다. 한국농어촌공사가 관리하고 있다.